# Marisa Mantovani
Marisa Mantovani (Mirabello, 8 febbraio 1928 – Roma, 30 settembre 2011) è stata un'attrice e commediografa italiana.

## Biografia
Dopo aver frequentato le scuole superiori, segue corsi di canto, danza e recitazione. Trasferitasi successivamente a Roma negli anni 40 inizia a lavorare come attrice giovane in varie compagnie teatrali, sino ad approdare alla prosa radiofonica di Radio Rai prevalentemente presso la sede di Roma, dove reciterà in diverse commedie e radiodrammi.
Si dedica anche alla scrittura di testi e commedie radiofoniche, molte trasmesse dalla Rai negli anni 50, il debutto nel cinema avviene nel 1952 con la regia di Franco Rossi che l'aveva già diretta nella prosa radiofonica.
Nel 1952 la Rai per le prime trasmissioni sperimentali televisive, mette in programma due lavori di prosa Dopo cena e L'orso, atti unici interpretati dalla Mantovani e Ubaldo Lay che reciteranno in diretta le commedie sia il venerdì che la replica della domenica, nei mesi successivi le repliche andranno ancora in onda sino all'inizio delle trasmissioni regolari.
È del 1955 il suo primo lavoro televisivo Rai diretta da Guglielmo Giannini nella commedia, La sera del sabato dove interpreta la parte di Gina.
Più saltuaria l'attività di doppiatrice e direttrice di doppiaggio nella cooperativa N.C.D. di Roma.

## Filmografia

### Cinema
- Solo per te Lucia, regia di Franco Rossi (1952)
- La cambiale, regia di Camillo Mastrocinque (1959)
- Fontana di Trevi, regia di Carlo Campogalliani (1960)
- La rivoluzione sessuale, regia di Riccardo Ghione (1968)
- Un giorno, una vita, regia di Albino Principe (1970)
- Faccia di spia, regia di Giuseppe Ferrara (1975)
- Il garofano rosso, regia di Luigi Faccini (1976)
- Per amore, regia di Mino Giarda (1976)
- Movie Rush - La febbre del cinema, regia di Ottavio Fabbri (1976)
- Casanova & Company (Casanova & Co.), regia di Franz Antel (1977)
- Nella città perduta di Sarzana, regia di Luigi Faccini (1980)
- Tobia al caffè, regia di Gianfranco Mingozzi (2000)
- La collezione invisibile, regia di Gianfranco Isernia (2002)
- Giovani, regia di Luca Mazzieri e Marco Mazzieri (2002)

### Televisione
- Dopo cena, regia di Mario Landi (1952)
- Capitan Fracassa, regia di Anton Giulio Majano (1958)
- Tre giorni a Roma, regia di Giancarlo Zagni (1960)
- L'anniversario, regia di Giancarlo Galassi Beria (1960)
- Tutto da rifare pover'uomo, regia di Eros Macchi (1961)
- Cagliostro, regia di Gilberto Tofano (1961)
- Sotto inchiesta, regia di Claudio Fino (1961)
- L'anello mancante, regia di Romolo Siena (1962)
- Una lapide in via Mazzini, regia di Mario Landi (1962)
- Il calcolo delle probabilità, regia di Guglielmo Morandi (1962)
- Peppino Girella, regia di Eduardo De Filippo (1963)
- Il favoloso '18, regia di Raffaele Meloni (1963)
- Un colpo di pistola, regia di Gian Domenico Giagni (1964)
- Resurrezione, regia di Franco Enriquez (1965)
- Un bambino, regia di Alessandro Brissoni (1965)
- Questi nostri figli, regia di Mario Landi (1967)
- Missione Wiesenthal, regia di Vittorio Cottafavi (1967)
- Il medico delle vecchie signore, regia di Lyda C. Ripandelli (1968)
- I capelli della pazienza, regia di Alvise Sapori (1968)
- I tre desideri, regia di Alvise Sapori (1969)
- Un delitto d'amore, regia di Lyda C. Ripandelli (1970)
- Ambrogio e gli orologi, regia di Alvise Sapori (1970)
- Calcoli frettolosi, regia di Piero Schivazappa (1970)
- E le stelle stanno a guardare, regia di Anton Giulio Majano (1971)
- Con rabbia e con dolore, regia di Giuseppe Fina (1972)
- Il processo a Maria Tarnowska, regia di Giuseppe Fina (1977)
- Quasi due metri, regia di Vittorio Melloni (1979)
- Don Chisciotte, regia di Maurizio Scaparro (1983)
- Una donna spezzata, regia di Marco Leto (1989)

### Prosa televisiva
- La sera del sabato di Guglielmo Giannini, regia di Anton Giulio Majano, trasmessa il 25 febbraio 1955.
- Ricordo la mamma, regia di Anton Giulio Majano, trasmessa il 1º novembre 1957.
- I fiorsalisi d'oro di Giovacchino Forzano, regia di Guglielmo Morandi, trasmessa il 22 agosto 1958.
- Fuente Ovejuna, di Lope de Vega, regia di Anton Giulio Majano, 3 aprile 1959.
- Una cattedrale per l'isola di Jean-Jacques Bernard, regia di Anton Giulio Majano, trasmessa il 2 novembre 1960.
- Sotto inchiesta, di MacGregor Urquhart e Cecil Madden, regia di Claudio Fino, trasmessa il 9 giugno 1961
- L'Apollo di Bellac, di Jean Giraudoux, regia di Flaminio Bollini, trasmessa il 15 febbraio 1962.
- Una lapide in via Mazzini, da un racconto di Giorgio Bassani, regia di Mario Landi, trasmesso il 10 ottobre 1962
- Sesto piano, regia di Flamino Bollini, trasmessa il 26 ottobre 1962.
- L'uomo che sorride, ovvero La bisbetica domata in un altro modo, regia di Claudio Fino, trasmessa il 26 aprile 1963.
- Il favoloso 18, commedia di Maria Azzi Grimaldi, regia di Raffaele Meloni, trasmessa il 4 novembre 1963
- La sera del sabato, di Guglielmo Giannini, regia di Anton Giulio Majano, trasmessa il 1º luglio 1966.
- Processo a Gesù, di Diego Fabbri, regia di Gianfranco Bettetini, trasmessa il 12 e 13 aprile 1968.
- Lo zoo di vetro, regia di Vittorio Melloni, trasmessa il 4 gennaio 1982.

### Varietà televisivi
- Oggi è ancora domenica, varietà quindicinale con Arnoldo Foà, Marisa Mantovani e Guido Notari, regia di Eros Macchi (1954)

## Teatro
- Nel giardino erano in quattro, di Michele Caramello, regia di Vittorio Vecchi, Teatro Pirandello di Roma, 17 febbraio 1951.
- I Tedeschi, di Leon Kruczkowski, regia di Pietro Masserano Taricco, Teatro Pirandello di Roma, 5 aprile 1951.
- Maria, di André Obey, regia di Vittorio Vecchi, Teatro Pirandello di Roma, 5 giugno 1951.
- La parigina, di Henry Becque, regia di Carlo Di Stefano, Teatro Pirandello di Roma, 15 marzo 1952.
- Novilunio, di Alfonso Leto, regia di Carlo Di Stefano, Roma, Teatro dei Satiri, 8 aprile 1953.
- Anni perduti, di Turi Vasile, regia di Vincenzo Tieri, Teatro Goldoni di Roma, 3 giugno 1954.
- Anfitrione, di Plauto, regia di Vito Pandolfi, Ferrara, Palazzo dei Diamanti, 9 luglio 1955.
- Il matrimonio di Ludro, di Francesco Augusto Bon, regia di Gianfranco De Bosio, Teatro Nuovo di Trieste, 3 novembre 1955.
- Parlamento de Ruzante, di Angelo Beloco detto il Ruzante, regia di Gianfranco De Bosio, Teatro Nuovo di Trieste, 3 novembre 1955.
- La fuggitiva, di Ugo Betti, regia di Ottavio Spadaro, Teatro Nuovo di Trieste, 23 novembre 1955.
- Anfitrione, di Plauto, regia di Ottavio Spadaro, Teatro Nuovo di Trieste, 9 dicembre 1955.
- Non si dorme a Kirkwall, di Aldo Perrini, regia di Gianfranco De Bosio, Teatro Nuovo di Trieste, 29 dicembre 1955.
- Le vergini, di Marco Praga, regia di Ottavio Spadaro, Teatro Nuovo di Trieste, 26 gennaio 1956.
- Delitto e castigo, di Gaston Baty, regia di Fernando De Crucciati, Teatro Nuovo di Trieste, 29 febbraio 1956.
- Lumie di Sicilia, di Luigi Pirandello, regia di Ottavio Spadaro, Teatro Nuovo di Trieste, 29 marzo 1956.
- Jenny nel frutteto di Charles Thomas, regia di Ottavio Spadaro, Teatro Nuovo di Trieste, 29 marzo 1956.
- Lo zoo di vetro, di Tennessee Williams, regia di Tatiana Pavlova, Teatro Nuovo di Trieste, 20 aprile 1956.
- Prometeo liberato, di Percy Bysshe Shelley, regia di Marcello Sartarelli, San Marino, 3 settembre 1956.
- La bottega del caffè, di Carlo Goldoni, regia di Carlo Lodovici, Teatro Nuovo di Trieste, 24 ottobre 1956.
- Gli ipocriti, di Silvio Giovaninetti, regia di Carlo Lodovici, Teatro Nuovo di Trieste, 28 novembre 1956.
- Assassinio nella cattedrale, di Thomas Stearns Eliot, regia di Franco Enriquez, Teatro Nuovo di Trieste, 17 gennaio 1957.
- Ma non è una cosa seria, di Luigi Pirandello, regia di Carlo Lodovici, Teatro Nuovo di Trieste, 20 febbraio 1957.
- I giorni della vita, di William Saroyan, regia di Franco Enriquez, Teatro Nuovo di Trieste, 27 marzo 1957.
- Gli estranei, testo e regia di Dino Dardi, Teatro Nuovo di Trieste, 16 aprile 1957.
- Un cerchio di gesso del Caucaso, di Bertolt Brecht, regia di Marcello Sartarelli, San Marino, Kursaal, 7 settembre 1957.
- La donna al balcone, di Hugo von Hofmannsthal, regia di Vito Pandolfi, Rocca Roveresca di Senigallia, 25 agosto 1958.
- Come il verde dei nostri abeti, di Renato Lelli, regia di Franco Enriquez, Teatro Sant'Erasmo di Milano, 30 settembre 1958.
- Ultime lettere da Stalingrado, di Marisa Mantovani, regia di Giorgio Bandini, Roma, Ridotto del Teatro Eliseo, 20 dicembre 1960
- I mostri, di Massimo Dursi, regia di Pietro Privitera, Ridotto del Teatro Eliseo, 13 aprile 1961.
- Amante diabolico, di Mario Amendola, con Erminio Macario, Teatro Carignano di Torino, 20 gennaio 1962.
- Sigfrido a Stalingrado, di Luigi Candoni, regia di Italo Alfaro, Roma, Teatro delle Arti, 22 maggio 1964.
- Tre italiani di Roberto Mazzucco, Il belvedere di Aldo Nicolaj, Le mamme di Carlo Terron; regia di Mico Galdieri, Teatro Mediterraneo di Napoli, 24 marzo 1965.
- I fuochi sulle colline, di Luigi Candoni, regia di Vittorio Fiorito, Teatro Bonci di Cesena, 21 ottobre 1966
- Manfredi di Byron, partitura musicale di Robert Schumann, regia di Mauro Bolognini, Roma, Teatro dell'Opera, 7 dicembre 1966.
- L'attenzione, di Alberto Moravia, regia di Edmo Fenoglio, Teatro Eliseo di Roma, 14 giugno 1967.
- Processo a Gesù, di Diego Fabbri, regia di Gianfranco Bettetini, Teatro San Babila di Milano, 30 dicembre 1967.
- Il vento sotto la porta, di Carlo Marcello Rietmann, regia di Pietro Privitera, Teatro Stabile di Bolzano, 10 dicembre 1968.
- In principio, di George Bernard Shaw, regia di Pietro Privitera, Teatro Stabile di Bolzano, 1969
- Chicchignola, di Ettore Petrolini, regia di Maurizio Scaparro, Teatro Stabile di Bolzano, 1970-71
- L'ultima analisi, di Saul Bellow, regia di Maurizio Scaparro, Teatro Quirino di Roma, 26 gennaio 1971. Prima europea
- Signora, ho il piacere di averla conosciuta, regia di Ruggero Miti, Teatro Comunale di Bolzano, 18 aprile 1971.
- La Gioconda, di Gabriele D'Annunzio, regia di Giorgio Albertazzi, Teatro Ariston di Sanremo, 16 gennaio 1972.
- L'ispettore generale, di Nikolaj Gogol', regia di Mario Missiroli, Teatro Municipale di Modena, 14 ottobre 1972.
- Il matrimonio di Figaro, di Beaumarchais, regia di Armando Pugliese, Gardone Riviera, Teatro del Vittoriale, 14 luglio 1973.
- Coriolano, di William Shakespeare, regia di Franco Enriquez, Teatro Argentina di Roma, 8 novembre 1975.
- Il sipario ducale, di Paolo Volponi, regia di Franco Enriquez, Teatro Pergolesi di Jesi, 27 marzo 1976.
- La fiaccola sotto il moggio, di Gabriele D'Annunzio, regia di Marco Mori, Gardone Riviera, Teatro del Vittoriale, 29 luglio 1978.
- Elektra, di Hugo von Hofmannsthal, regia di Antonio Taglioni, Teatro Comunale di Bolzano, 18 ottobre 1978.
- Il macello, di Sławomir Mrożek, regia di Giovanni Pampiglione, Teatro Romano di Minturno, 23 luglio 1980.
- Enrico IV, di Luigi Pirandello, regia di Antonio Calenda, Firenze, Teatro della Pergola, 3 novembre 1981.
- Sarto per signora, di Georges Feydeau, regia di Tonino Pulci, Vittoria, 18 novembre 1984
- Il fu Mattia Pascal, di Tullio Kezich, regia di Maurizio Scaparro, Teatro Verga di Catania, 3 aprile 1986.
- Casina, di Plauto, regia di Pino Micol, Teatro Argentina di Roma, 23 maggio 1987.
- La vita non è un film di Doris Day, testo e regia di Mino Bellei, Teatro Vittoria di Roma, 16  febbraio 1989.
- Il treno del latte non ferma più qui, di Tennessee Williams, regia di Teodoro Cassano, Piccolo Eliseo di Roma, 20 ottobre 1992.
- Il fuoco del sole, testo e regia di Giancarlo Zagni, Napoli, Piazza del Mercato, 10 marzo 2001.
- Messaggi da signore un po' arrabbiate, di Marisa Mantovani, Sala Ferrari di Napoli, 3 giugno 2001
- Harold e Maude, di Colin Higgins, regia di Rossana Siclari, Teatro Nuovo di Milano, 20 aprile 2004.
- Il serpente sulla luna, di Marisa Mantovani, regia di Ugo De Vita, Teatro Flaiano di Roma, 15 marzo 2005.

## Radio

### Prosa radiofonica

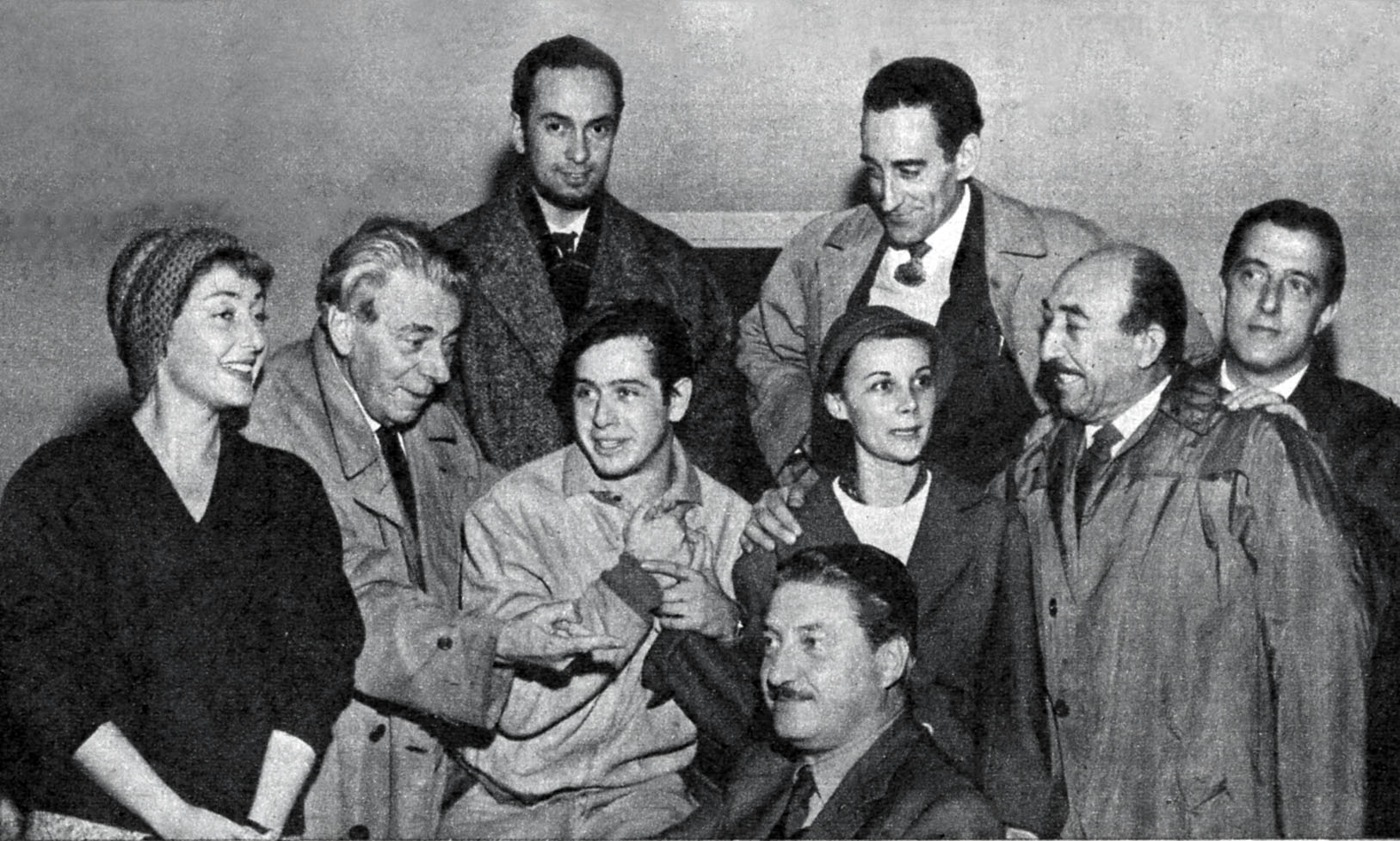
Marisa Mantovani, Aldo Silvani, Franco Graziosi, Corrado Pani, Anton Giulio Majano, Valentina Fortunato, Roberto Bertea, Cesare Polacco, Giampaolo Rossi negli studi di Radio Rai nel 1957 per Il furfantello dell'Ovest

- Il cardinale Lambertini di Alfredo Testoni, regia di Adriano Magli, trasmessa il 5 giugno 1948.
- Girotondo, commedia di Marisa Mantovani, regia di Claudio Fino, 25 agosto 1948.
- Una giornata d'inverno, commedia di Marisa Mantovani, regia di Enzo Convalli, 13 marzo 1949.
- Il pozzo del lupo, radiodramma di Marisa Mantovani, regia di Enzo Ferrieri, trasmessa il 28 febbraio 1950
- Arazzo, radiodramma di Marisa Mantovani, regia di Guglielmo Morandi, 30 novembre 1951.
- L'itinerario di Ulisse, da l'Odissea, adattamento e regia di Marco Visconti, trasmessa il 13 aprile 1953
- La sera del sabato di Guglielmo Giannini, regia di Anton Giulio Majano, 12 ottobre 1954.
- Autostrada di Lucille Fletcher, regia di Alberto Casella, 7 settembre 1955.
- La crisi di Marco Praga, regia di Sandro Bolchi, 12 novembre 1956.
- Autostrada, radiodramma di Lucille Fletcher, regia di Alberto Casella, trasmessa il 4 luglio 1957
- Quale dei tre? Inchieste dell'Avvocato Maria Duval: L'ultima tappa di Duilio Saveri, regia di Ugo Amodeo, 10 agosto 1957.
- Il furfantello dell'Ovest di John Millington Synge, regia di Anton Giulio Majano, 27 novembre 1957.
- L'itinerario di Ulisse, regia di Marco Visconti, 3 dicembre 1958.
- Il pantografo di Luigi Squarzina, regia di Luigi Squarzina, 30 gennaio 1960.
- Oldenberg, di Barry Bermange, regia di Romeo De Baggis, 16 agosto 1974.
- La grassa e la magra, di Gennaro Pistilli, regia di Vittorio Melloni, 1º novembre 1976.
- Tavole separate, regia di Vittorio Melloni, 25 maggio 1985.

### Varietà radiofonici
- Le musiche di Nonna Speranza, a cura di Raffaelli (1954)